# Mumbai-Pune Expressway
Mumbai- Pune Expressway (marathi: मुंबई-पुणे द्रुतगती महामार्ग) er Indiens første betalingsvej og er en motorvej med tre vognbaner i hver retning. Den strækker sig over 93 km og forbinder finanshovedstaden Mumbai med nabobyen Pune. Anlæggelsen har reduceret rejsetiden fra mellem de to byer med 2 timer og letter presset på den gamle hovedvej. 
Motorvejen starter i Kalamboli i udkanten af Mumbai nær Panvel og ender i Dehu Road ved Pune. Fra Mumbai op igennem Sahyadri Mountain forløber ruten i en tunnel. Undervejs er der fire kløverbladsanlæg.
I øjeblikket benyttes ruten af ca. 30.000 køretøjer i døgnet, men den er bygget til en kapacitet på ca. 100.000 køretøjer i døgnet.
| Trafik | Spire Denne trafikartikel er en spire som bør udbygges. Du er velkommen til at hjælpe Wikipedia ved at udvide den. |